# Árpád Szendy
Dans le nom hongrois Szendy Árpád, le nom de famille précède le prénom, mais cet article utilise l’ordre habituel en français Árpád Szendy, où le prénom précède le nom.
Árpád Szendy (Szarvas, 11 août 1863 – Budapest, 10 septembre 1922) est un pianiste hongrois, compositeur et professeur de piano.

## Biographie
Le père de Szendy était un professeur de collège. Le nom d'origine de la famille était Golnhofer. Szendy étudie avec Henri Gobbi, Franz Liszt (1881) et Hans Koessler à l'Académie de musique Franz Liszt à Budapest. À partir de 1888, il enseigne le piano à l'académie, avant de devenir professeur dès 1890 et dirige la classe d'interprétation en 1911. En 1920, il est nommé directeur de l'académie, mais il démissionne un an plus tard, pour raisons de santé. Il meurt de maladie cardiaque en 1922.
En tant que compositeur, Szendy laisse plusieurs pièces pour orchestre, un concerto pour piano, une fantaisie de concert pour piano et orchestre, un opéra, « Béatrice », deux quatuors à cordes et diverses pièces pour piano et des mélodies. Ses éditions des études de Carl Czerny, l'École de la dextérité des doigts, ont été utilisés pendant un siècle en Hongrie.
Szendy avait de nombreux élèves ; la plus célèbre est Ilona Kabos.